# Okres Strakonice
Okres Strakonice je okres v západní části Jihočeského kraje. Je nejmenším okresem kraje. Jeho dřívějším sídlem bylo město Strakonice.
Okres je vymezen správními obvody obcí s rozšířenou působností Blatná, Strakonice a Vodňany.
Sousedí s jihočeskými okresy Prachatice, Písek a České Budějovice, plzeňskými okresy Plzeň-jih a Klatovy a středočeským okresem Příbram.

## Geografie
K 31. prosinci 2003 měl okres celkovou plochu 1 032,08 km², z toho:
- 64,82 % zemědělské pozemky, které z 69,45 % tvoří orná půda (45,02 % rozlohy okresu)
- 35,1 % zaujímají ostatní pozemky
- 23 % pokrývají lesy
- 4 % tvoří vodní plochy

Převážná část území má charakter pahorkatiny, největších nadmořských výšek dosahuje terén v Šumavském podhůří (přesněji jeho podcelku Vimperská vrchovina, okrsku Mladotická vrchovina) v jihozápadním cípu okresu. Nejvyšším bodem okresu Strakonice je tak vrchol kopce Zahájený (846, resp. 845,6 m), ležící v katastrálním území Zálesí u Drážova. Druhý nejvyšší vrchol představuje Altán (845, resp. 844,9 m), třetím vrcholem v pořadí je Kůstrý (837, resp. 836,8 m), oba posledně jmenované v k. ú. Víska u Strakonic. Nejvýznamnějším vodním tokem je řeka Otava, která protéká okresem ve směru od západu k východu. V okresním městě se do ni vtéká Volyňka protékající jižní částí okresu. Jihovýchodní částí protéká Blanice a severozápadní částí Lomnice.
- Blanice
- Lomnice
- Otava
- Volyňka

Na území okresu převládají vyvřelé horniny (žuly, syenitové porfyry a krystalické břidlice).
Na území je vybudovaná hustá silniční síť. Z hlavních silnic je nejdůležitější směr České Budějovice – Plzeň a Strážný – Vimperk – Praha. Hlavní železniční tratí procházející okresem je trať České Velenice – Plzeň.

## Demografické údaje
Data k 1.1.2019 :
| Popis          | Celkem | Ženy           | Muži           |
| -------------- | ------ | -------------- | -------------- |
| počet obyvatel | 71 000 | 35 712 50,49 % | 35 026 49,51 % |

- hustota zalidnění: 68 ob./km²
- 59,72 % obyvatel žije ve městech

### Největší obce
| Obec       | Počet obyvatel k 1.1.2022 |
| ---------- | ------------------------- |
| Strakonice | 22 583                    |
| Vodňany    | 7 446                     |
| Blatná     | 6 600                     |
| Volyně     | 2 964                     |
| Bavorov    | 1 685                     |
| Katovice   | 1 352                     |
| Radomyšl   | 1 360                     |
| Sedlice    | 1 298                     |

### Školství
(2003)
| Druh školy               | Počet škol |
| ------------------------ | ---------- |
| Mateřské školy           | 34         |
| Základní školy           | 23         |
| Gymnázia                 | 2          |
| Střední průmyslové školy | 7          |
| Střední odborná učiliště | 4          |
| Vyšší odborné školy      | 3          |

### Zdravotnictví
(2003)
| Lékaři                          | 199 |
| Nemocnice                       | 1   |
| Specializovaná léčebná zařízení | 3   |
| Zubní lékaři                    | 29  |
| Lékárny                         | 10  |

## Seznam obcí a jejich částí

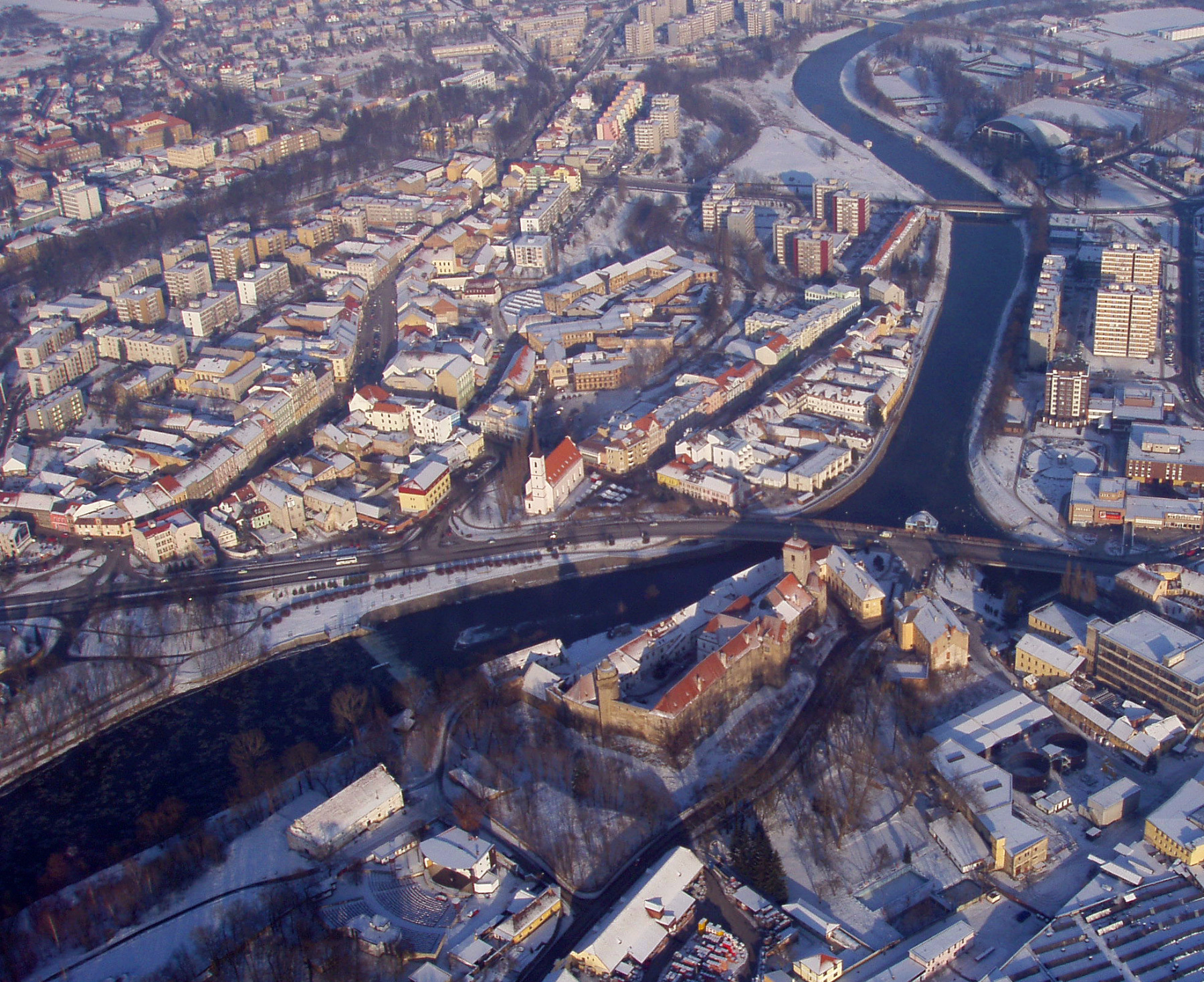
Letecký pohled na centrum Strakonic

Města jsou uvedena tučně, městyse kurzívou, části obcí malince.

Bavorov (Blanice • Čichtice • Svinětice • Tourov • Útěšov) •
Bělčice (Hostišovice • Podruhlí • Tisov • Újezdec • Záhrobí • Závišín) •
Bezdědovice (Dobšice • Paštiky) •
Bílsko (Netonice • Záluží) •
Blatná (Blatenka • Čekanice • Drahenický Málkov • Hněvkov • Jindřichovice • Milčice • Řečice • Skaličany) •
Bratronice (Katovsko) •
Březí •
Budyně •
Buzice (Václavov) • Cehnice (Dunovice) •
Čečelovice •
Čejetice (Mladějovice • Sedlíkovice • Sedliště • Sudoměř) •
Čepřovice (Jiřetice • Koječín) •
Čestice (Doubravice u Volyně • Krušlov • Nahořany • Nuzín • Radešov • Střídka) •
Číčenice (Strpí • Újezdec) •
Doubravice (Nahošín) •
Drahonice (Albrechtice) •
Drachkov •
Drážov (Dobrš • Drážov • Kváskovice • Zálesí) •
Droužetice (Černíkov) •
Dřešín (Dřešínek • Hořejšice • Chvalšovice) •
Hajany •
Hájek •
Hlupín •
Horní Poříčí (Dolní Poříčí) •
Hornosín •
Hoslovice (Hodějov • Škrobočov) •
Hoštice •
Chelčice •
Chlum •
Chobot (Újezd u Skaličan) •
Chrášťovice (Klínovice) •
Jinín •
Kadov (Lnářský Málkov • Mračov • Pole • Vrbno) •
Kalenice •
Katovice •
Kladruby •
Kocelovice •
Krajníčko •
Kraselov (Lhota u Svaté Anny • Milčice • Mladotice) •
Krašlovice (Vitice) •
Krejnice •
Krty-Hradec •
Kuřimany •
Kváskovice •
Lažánky •
Lažany •
Libějovice (Černěves • Nestanice) •
Libětice •
Litochovice (Neuslužice • Střítež) •
Lnáře (Zahorčice) •
Lom (Míreč) •
Mačkov •
Malenice (Straňovice • Zlešice) •
Mečichov •
Měkynec •
Milejovice •
Miloňovice (Nová Ves • Sudkovice) •
Mnichov •
Mutěnice •
Myštice (Kožlí • Laciná • Střížovice • Svobodka • Vahlovice • Výšice) •
Nebřehovice (Zadní Ptákovice) •
Němčice •
Němětice •
Nihošovice (Jetišov) •
Nišovice •
Nová Ves (Lhota pod Kůstrým • Víska) •
Novosedly •
Osek (Jemnice • Malá Turná • Petrovice • Rohozná) •
Paračov •
Pivkovice (Chrást) •
Pohorovice (Kloub) •
Pracejovice (Makarov) •
Předmíř (Metly • Řiště • Zámlyní) •
Přední Zborovice •
Předslavice (Kakovice • Marčovice • Úlehle • Všechlapy) •
Přechovice •
Přešťovice (Brusy • Kbelnice) •
Radějovice •
Radomyšl (Domanice • Láz • Leskovice • Podolí • Rojice) •
Radošovice (Jedraž • Kapsova Lhota • Milíkovice • Svaryšov) •
Rovná •
Řepice •
Sedlice (Důl • Holušice • Mužetice • Němčice) •
Skály •
Skočice (Lidmovice) •
Slaník •
Sousedovice (Smiradice) •
Stožice (Křepice • Libějovické Svobodné Hory) •
Strakonice (Dražejov • Hajská • Modlešovice • Přední Ptákovice • Strakonice I • Strakonice II • Střela • Virt) •
Strašice (Škůdra) •
Strunkovice nad Volyňkou •
Střelské Hoštice (Kozlov • Sedlo • Střelskohoštická Lhota) •
Škvořetice (Pacelice) •
Štěchovice •
Štěkeň (Nové Kestřany • Vítkov) •
Tchořovice •
Truskovice (Dlouhá Ves) •
Třebohostice (Zadní Zborovice) •
Třešovice •
Úlehle (Radkovice • Švejcarova Lhota) •
Únice (Hubenov) •
Uzenice •
Uzeničky (Černívsko) •
Vacovice •
Velká Turná •
Vodňany (Čavyně • Hvožďany • Křtětice • Pražák • Radčice • Újezd • Vodňanské Svobodné Hory • Vodňany I • Vodňany II) •
Volenice (Ohrazenice • Tažovice • Tažovická Lhota • Vojnice) •
Volyně (Černětice • Račí • Starov • Zechovice) •
Záboří •
Zahorčice •
Zvotoky

## Silniční doprava
Okresem prochází silnice I. třídy I/4, I/20 a I/22. Silnice II. třídy jsou II/121, II/139, II/140, II/141, II/142, II/144, II/170, II/171, II/172, II/173, II/174, II/175 a II/177.

## Železniční doprava
Okresem prochází železniční tratě : Plzeň – České Budějovice, Březnice–Strakonice, Číčenice – Nové Údolí, Číčenice – Týn nad Vltavou, Dívčice–Netolice, Nepomuk–Blatná, Strakonice–Volary. 